# Puchar Świata w Piłce Siatkowej Mężczyzn 1999
Puchar Świata w piłce siatkowej mężczyzn w 1999  odbył się w dniach 18 listopada–2 grudnia w Japonii. Był jedną z kwalifikacji do Igrzysk Olimpijskich w Sydney w 2000. Turniej wygrała Rosja, przed Kubą oraz Włochami. Wszystkie te drużyny wywalczyły kwalifikację olimpijską. MVP został Roman Yakovlev.

## Uczestnicy
W turnieju brało udział 12 reprezentacji: Japonia (gospodarz), mistrzowie i wicemistrzowie turniejów kontynentalnych 4 konfederacji (Azji, Europy, Ameryki Południowej i Północnej), mistrz Afryki oraz dwa zespoły zaproszone przez FIVB oraz organizatora (Kanada oraz Hiszpania).
| Turniej                         | Data               | Miasto    | Państwo   | Zakwalifikowane zespoły |
| ------------------------------- | ------------------ | --------- | --------- | ----------------------- |
| Mistrzostwa Afryki              | 1-9 sierpnia 1999  | Kair      | Egipt     | Tunezja                 |
| Mistrzostwa Azji                | 2-9 września 1999  | Teheran   | Iran      | Korea Południowa Chiny  |
| Mistrzostwa Europy              | 7-12 września 1999 | Wiedeń    | Austria   | Włochy Rosja            |
| Mistrzostwa Ameryki Północnej   | 7-12 września 1999 | Monterrey | Meksyk    | Stany Zjednoczone Kuba  |
| Mistrzostwa Ameryki Południowej | 7-11 września 1999 | Córdoba   | Argentyna | Brazylia Argentyna      |

## Terminarz i wyniki

### 1° runda

#### Tokyo (Yoyogi National Stadium)
| Data  | Drużyna 1        | Wynik | Drużyna 2        | 1     | 2     | 3     | 4     | 5    | * |
| ----- | ---------------- | ----- | ---------------- | ----- | ----- | ----- | ----- | ---- | - |
| 18.11 | Kuba             | 3:0   | Korea Południowa | 25:23 | 25:18 | 25:20 |       |      |   |
| 18.11 | Argentyna        | 3:0   | Hiszpania        | 25:21 | 25:20 | 29:27 |       |      |   |
| 18.11 | Kanada           | 3:2   | Japonia          | 19:25 | 25:23 | 16:25 | 25:21 | 15:8 |   |
| 19.11 | Kuba             | 3:0   | Argentyna        | 25:20 | 25:20 | 25:22 |       |      |   |
| 19.11 | Hiszpania        | 3:0   | Kanada           | 25:18 | 25:16 | 25:24 |       |      |   |
| 19.11 | Korea Południowa | 3:1   | Japonia          | 25:19 | 25:16 | 22:25 | 25:20 |      |   |
| 20.11 | Kanada           | 3:0   | Korea Południowa | 25:23 | 28:26 | 25:21 |       |      |   |
| 20.11 | Kuba             | 3:1   | Hiszpania        | 24:26 | 25:21 | 25:20 | 25:16 |      |   |
| 20.11 | Japonia          | 3:1   | Argentyna        | 25:23 | 20:25 | 25:23 | 25:16 |      |   |

#### Kagoshima (Kagoshima Arena)
| Data  | Drużyna 1         | Wynik | Drużyna 2 | 1     | 2     | 3     | 4     | 5     | * |
| ----- | ----------------- | ----- | --------- | ----- | ----- | ----- | ----- | ----- | - |
| 18.11 | Stany Zjednoczone | 3:2   | Brazylia  | 25:22 | 25:18 | 22:25 | 20:25 | 15:13 |   |
| 18.11 | Włochy            | 3:0   | Tunezja   | 25:21 | 25:21 | 29:16 |       |       |   |
| 18.11 | Rosja             | 3:0   | Chiny     | 25:14 | 27:25 | 25:16 |       |       |   |
| 19.11 | Rosja             | 3:1   | Włochy    | 25:21 | 29:27 | 23:25 | 25:18 |       |   |
| 19.11 | Brazylia          | 3:0   | Chiny     | 25:19 | 25:18 | 25:15 |       |       |   |
| 19.11 | Stany Zjednoczone | 3:1   | Tunezja   | 23:25 | 25:21 | 25:15 | 25:23 |       |   |
| 20.11 | Włochy            | 3:0   | Brazylia  | 25:16 | 28:19 | 25:17 |       |       |   |
| 20.11 | Rosja             | 3:0   | Tunezja   | 25:18 | 25:15 | 25:21 |       |       |   |
| 20.11 | Stany Zjednoczone | 3:1   | Chiny     | 23:25 | 25:21 | 25:22 | 25:14 |       |   |

### 2° runda

#### Hiroshima
| Data  | Drużyna 1        | Wynik | Drużyna 2        | 1     | 2     | 3     | 4     | 5     | * |
| ----- | ---------------- | ----- | ---------------- | ----- | ----- | ----- | ----- | ----- | - |
| 22.11 | Kuba             | 3:0   | Kanada           | 25:17 | 25:17 | 26:24 |       |       |   |
| 22.11 | Korea Południowa | 3:2   | Argentyna        | 25:22 | 25:19 | 23:25 | 17:25 | 20:18 |   |
| 22.11 | Hiszpania        | 3:2   | Japonia          | 25:13 | 29:31 | 17:25 | 25:16 | 15:13 |   |
| 23.11 | Argentyna        | 3:1   | Kanada           | 25:22 | 20:25 | 25:19 | 25:22 |       |   |
| 23.11 | Hiszpania        | 3:0   | Korea Południowa | 26:24 | 25:22 | 25:23 |       |       |   |
| 23.11 | Kuba             | 3:0   | Japonia          | 25:21 | 25:22 | 25:16 |       |       |   |

#### Kumamoto (Kumamoto Prefectural Gymnasium)
| Data  | Drużyna 1         | Wynik | Drużyna 2         | 1     | 2     | 3     | 4     | 5     | * |
| ----- | ----------------- | ----- | ----------------- | ----- | ----- | ----- | ----- | ----- | - |
| 22.11 | Rosja             | 3:2   | Brazylia          | 25:20 | 21:25 | 19:25 | 25:22 | 15:12 |   |
| 22.11 | Stany Zjednoczone | 3:0   | Włochy            | 25:23 | 25:19 | 25:22 |       |       |   |
| 22.11 | Chiny             | 3:1   | Tunezja           | 25:23 | 21:25 | 25:23 | 25:18 |       |   |
| 23.11 | Brazylia          | 3:0   | Tunezja           | 25:20 | 25:20 | 25:17 |       |       |   |
| 23.11 | Rosja             | 3:2   | Stany Zjednoczone | 25:22 | 25:19 | 20:25 | 30:32 | 15:11 |   |
| 23.11 | Włochy            | 3:1   | Chiny             | 23:25 | 25:16 | 25:14 | 25:21 |       |   |

### 3° runda

#### Osaka (Osaka Municipal Central Gymnasium)
| Data  | Drużyna 1         | Wynik | Drużyna 2         | 1     | 2     | 3     | 4     | 5     | * |
| ----- | ----------------- | ----- | ----------------- | ----- | ----- | ----- | ----- | ----- | - |
| 26.11 | Kuba              | 3:0   | Chiny             | 25:18 | 25:16 | 25:17 |       |       |   |
| 26.11 | Hiszpania         | 3:0   | Tunezja           | 25:16 | 25:16 | 25:18 |       |       |   |
| 26.11 | Stany Zjednoczone | 3:1   | Japonia           | 22:25 | 25:23 | 25:23 | 25:23 |       |   |
| 27.11 | Kuba              | 3:1   | Tunezja           | 25:18 | 22:25 | 25:23 | 26:24 |       |   |
| 27.11 | Hiszpania         | 3:1   | Stany Zjednoczone | 25:22 | 21:25 | 25:21 | 25:21 |       |   |
| 27.11 | Japonia           | 3:0   | Chiny             | 25:22 | 25:22 | 29:27 |       |       |   |
| 28.11 | Stany Zjednoczone | 3:2   | Kuba              | 25:19 | 20:25 | 20:25 | 25:20 | 15:11 |   |
| 28.11 | Hiszpania         | 3:2   | Chiny             | 25:22 | 21:25 | 25:21 | 22:25 | 15:10 |   |
| 28.11 | Japonia           | 3:2   | Tunezja           | 25:21 | 24:26 | 19:25 | 25:17 | 15:12 |   |

#### Nagoya (Nippon Gaishi Hall)
| Data  | Drużyna 1        | Wynik | Drużyna 2        | 1     | 2     | 3     | 4     | 5     | * |
| ----- | ---------------- | ----- | ---------------- | ----- | ----- | ----- | ----- | ----- | - |
| 26.11 | Kanada           | 3:2   | Brazylia         | 22:25 | 16:25 | 25:22 | 25:22 | 15:13 |   |
| 26.11 | Korea Południowa | 3:2   | Rosja            | 18:25 | 15:25 | 25:23 | 25:22 | 15:11 |   |
| 26.11 | Włochy           | 3:2   | Argentyna        | 22:25 | 25:12 | 19:25 | 25:18 | 15:11 |   |
| 27.11 | Brazylia         | 3:0   | Korea Południowa | 25:14 | 26:24 | 25:18 |       |       |   |
| 27.11 | Rosja            | 3:0   | Argentyna        | 25:20 | 25:17 | 25:19 |       |       |   |
| 27.11 | Włochy           | 3:0   | Kanada           | 27:25 | 25:19 | 25:14 |       |       |   |
| 28.11 | Brazylia         | 3:1   | Argentyna        | 23:25 | 25:17 | 25:15 | 25:19 |       |   |
| 28.11 | Rosja            | 3:0   | Kanada           | 25:19 | 30:28 | 25:21 |       |       |   |
| 28.11 | Włochy           | 3:0   | Korea Południowa | 25:22 | 25:20 | 25:23 |       |       |   |

### 4° runda

#### Tokio (Yoyogi National Stadium)
| Data  | Drużyna 1 | Wynik | Drużyna 2 | 1     | 2     | 3     | 4     | 5     | * |
| ----- | --------- | ----- | --------- | ----- | ----- | ----- | ----- | ----- | - |
| 30.11 | Brazylia  | 3:1   | Hiszpania | 25:18 | 20:25 | 25:17 | 25:20 |       |   |
| 30.11 | Rosja     | 3:0   | Kuba      | 25:15 | 25:23 | 25:18 |       |       |   |
| 30.11 | Włochy    | 3:0   | Japonia   | 25:19 | 25:28 | 25:12 |       |       |   |
| 01.12 | Brazylia  | 3:0   | Kuba      | 25:23 | 25:20 | 25:20 |       |       |   |
| 01.12 | Włochy    | 3:2   | Hiszpania | 25:18 | 22:25 | 30:32 | 25:23 | 15:12 |   |
| 01.12 | Rosja     | 3:0   | Japonia   | 33:31 | 25:20 | 25:12 |       |       |   |
| 02.12 | Kuba      | 3:1   | Włochy    | 25:18 | 23:25 | 25:23 | 25:16 |       |   |
| 02.12 | Hiszpania | 3:2   | Rosja     | 25:22 | 18:25 | 23:25 | 25:27 | 15:13 |   |
| 02.12 | Brazylia  | 3:1   | Japonia   | 25:16 | 23:25 | 25:19 | 25:16 |       |   |

#### Tokyo (Komazawa Gymnasium)
| Data  | Drużyna 1         | Wynik | Drużyna 2         | 1     | 2     | 3     | 4     | 5     | * |
| ----- | ----------------- | ----- | ----------------- | ----- | ----- | ----- | ----- | ----- | - |
| 30.11 | Stany Zjednoczone | 3:0   | Argentyna         | 25:23 | 25:23 | 38:36 |       |       |   |
| 30.11 | Kanada            | 3:0   | Tunezja           | 25:18 | 25:17 | 25:20 |       |       |   |
| 30.11 | Korea Południowa  | 3:0   | Chiny             | 25:22 | 25:17 | 25:19 |       |       |   |
| 01.12 | Argentyna         | 3:0   | Tunezja           | 25:10 | 25:23 | 29:27 |       |       |   |
| 01.12 | Kanada            | 3:2   | Chiny             | 22:25 | 25:23 | 18:25 | 25:23 | 15:13 |   |
| 01.12 | Korea Południowa  | 3:1   | Stany Zjednoczone | 19:25 | 25:23 | 25:22 | 25:21 |       |   |
| 02.12 | Stany Zjednoczone | 3:1   | Kanada            | 25:21 | 20:25 | 26:24 | 25:20 |       |   |
| 02.12 | Korea Południowa  | 3:0   | Tunezja           | 25:15 | 28:26 | 25:19 |       |       |   |
| 02.12 | Argentyna         | 3:1   | Chiny             | 25:22 | 25:20 | 19:25 | 25:23 |       |   |

## Tabela
| Lp. | Drużyna           | Pkt | Mecze | Mecze | Mecze | Sety | Sety | Sety  | Małe punkty | Małe punkty | Małe punkty |
| Lp. | Drużyna           | Pkt | M     | W     | P     | wyg. | prz. | ratio | zdob.       | str.        | ratio       |
| --- | ----------------- | --- | ----- | ----- | ----- | ---- | ---- | ----- | ----------- | ----------- | ----------- |
| 1   | Rosja             | 20  | 11    | 9     | 2     | 31   | 11   | 2.818 | 1003        | 859         | 1.168       |
| 2   | Kuba              | 19  | 11    | 8     | 3     | 26   | 12   | 2.167 | 890         | 801         | 1.111       |
| 3   | Włochy            | 19  | 11    | 8     | 3     | 26   | 14   | 1.857 | 935         | 834         | 1.121       |
| 4   | Stany Zjednoczone | 19  | 11    | 8     | 3     | 28   | 17   | 1.647 | 1053        | 1004        | 1.049       |
| 5   | Brazylia          | 18  | 11    | 7     | 4     | 27   | 15   | 1.800 | 958         | 850         | 1.127       |
| 6   | Hiszpania         | 18  | 11    | 7     | 4     | 25   | 19   | 1.316 | 995         | 974         | 1.022       |
| 7   | Korea Południowa  | 17  | 11    | 6     | 5     | 18   | 21   | 0.857 | 873         | 884         | 0.988       |
| 8   | Kanada            | 16  | 11    | 5     | 6     | 17   | 24   | 0.708 | 881         | 943         | 0.934       |
| 9   | Argentyna         | 15  | 11    | 4     | 7     | 18   | 23   | 0.783 | 910         | 953         | 0.955       |
| 10  | Japonia           | 14  | 11    | 3     | 8     | 16   | 27   | 0.593 | 903         | 995         | 0.908       |
| 11  | Chiny             | 12  | 11    | 1     | 10    | 10   | 31   | 0.323 | 847         | 977         | 0.867       |
| 12  | Tunezja           | 11  | 11    | 0     | 11    | 5    | 33   | 0.152 | 758         | 932         | 0.813       |

Źródło: the-sport.org
Punktacja: zwycięstwo – 2 pkt; porażka – 1 pkt
Zasady ustalania kolejności: 1. liczba punktów; 2. stosunek setów; 3. stosunek małych punktów; 4. bilans w bezpośrednich meczach
     awans na Igrzyska Olimpijskie 2000

## Nagrody indywidualne
| MVP            | Najlepszy punktujący | Najlepszy blokujący | Najlepszy atakujący | Najlepszy zagrywający | Najlepszy przyjmujący | Najlepszy rozgrywający | Najlepszy libero |
| -------------- | -------------------- | ------------------- | ------------------- | --------------------- | --------------------- | ---------------------- | ---------------- |
| Roman Yakovlev | Rafael Pascual       | Bang Sing-bong      | Roman Yakovlev      | Osvaldo Hernández     | Ho Lee                | Lloy Ball              | Ho Lee           |